# Đồi Jurong

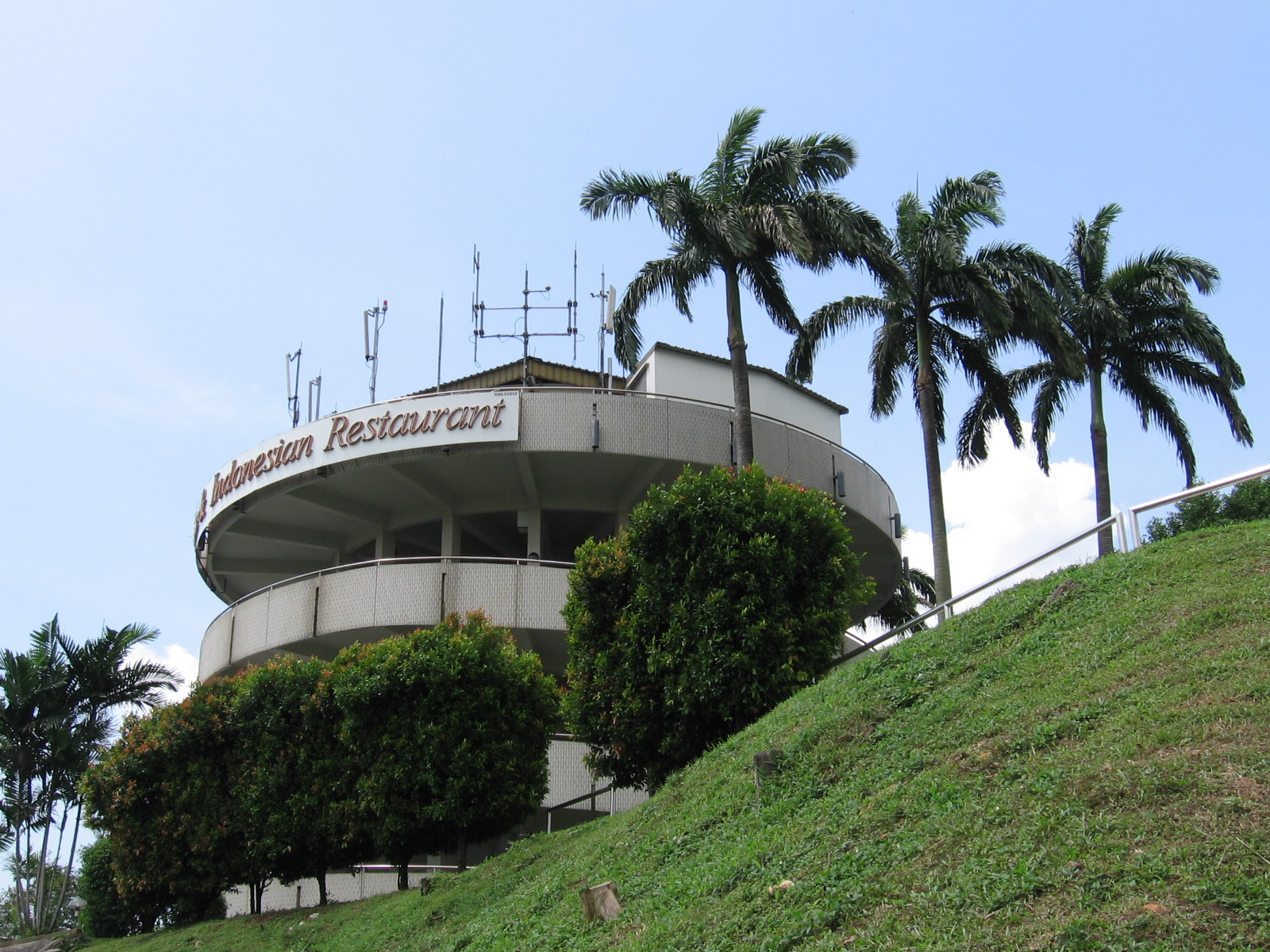
Tháp vọng cảnh trên Đồi Jurong.

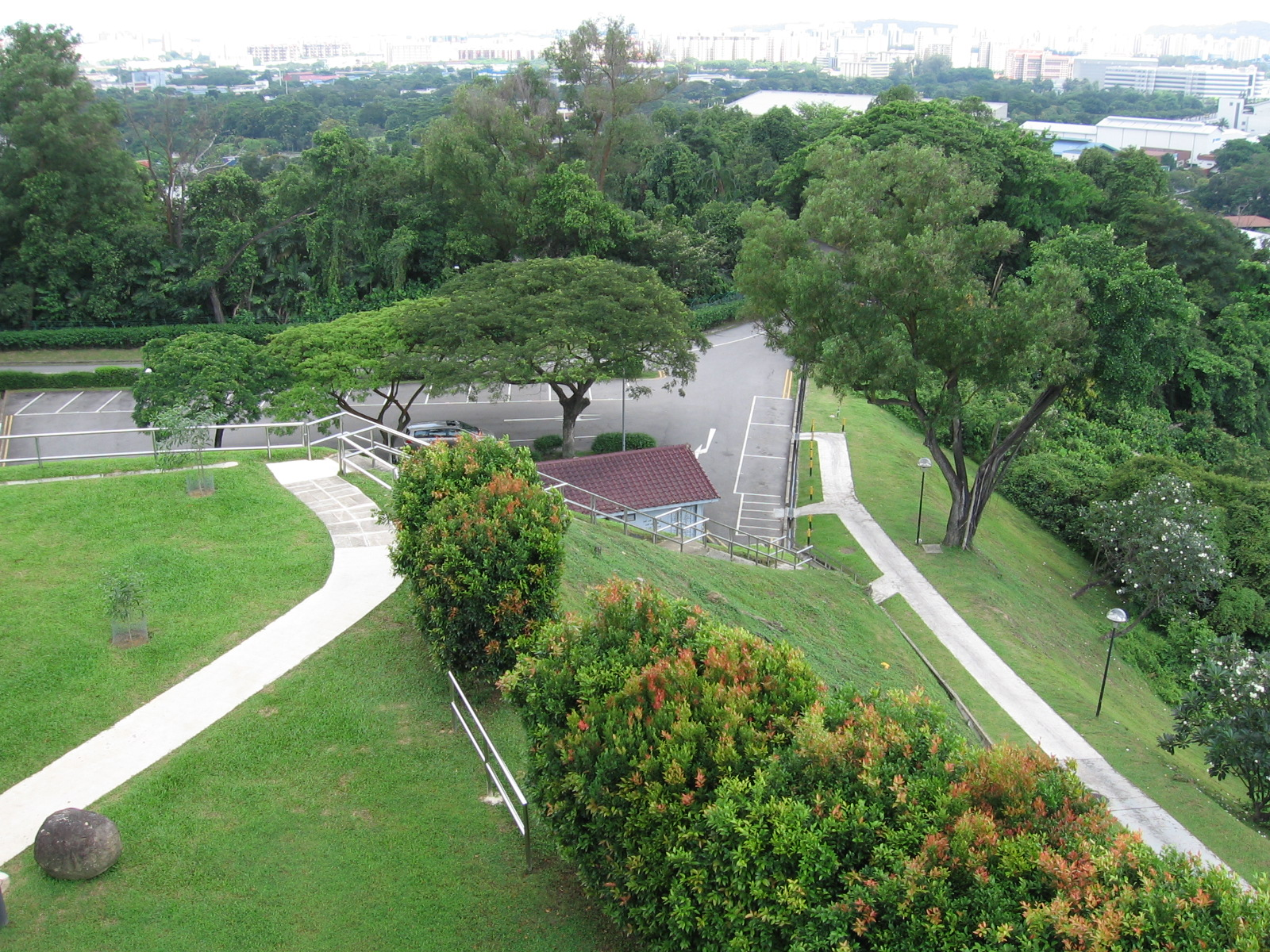
Trên đồi

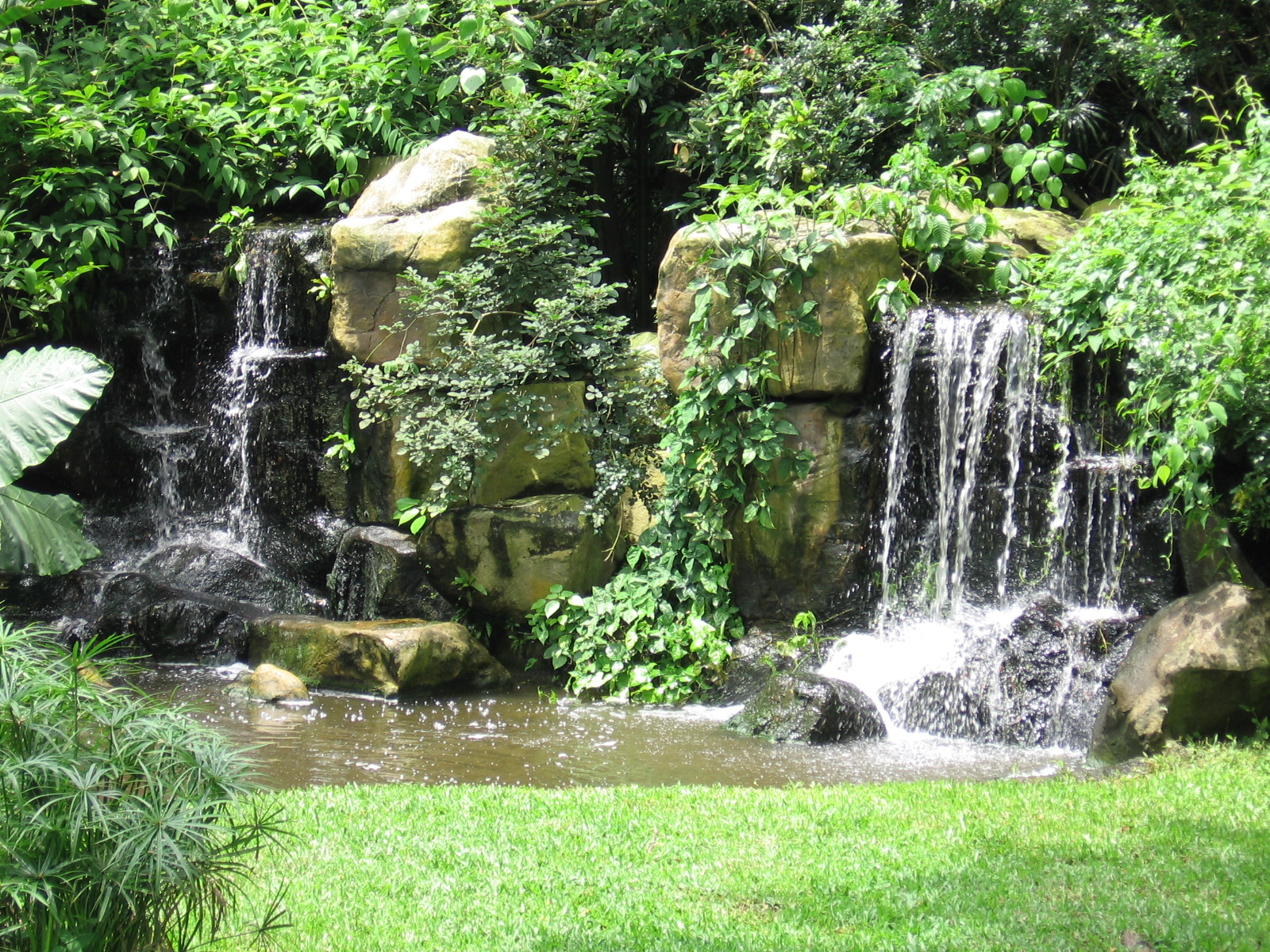
Trong Vườn chim Jurong

Đồi Jurong (tiếng Trung: 裕廊山; Hán-Việt: Dụ Lang Sơn) là một đồi vọng cảnh nằm ở phía Tây Singapore nằm cuối đường Jalan Ahmad Ibrahim. Trong tiếng Mã Lai, ngọn đồi được gọi là Bukit Peropok. Đồi Jurong có 15 hectare bụi rậm bao phủ với chiều cao 60 m. Kể từ khi khách tham quan có thể phóng tầm mắt ra đến đô thị Jurong vào năm 1971, Đồi Jurong trở nên một điểm đến được chú ý. Công viên trên đồi được tập đoàn JTC Corporation xây dựng. Nhiều chính khách đã đến công viên này và trồng cây tại "vườn danh vọng" (garden of fame). Trên tháp vọng cảnh, du khách có thể ngắm Jurong từ trên cao. Các cặp đôi cũng thường chọn Công viên Đồi Jurong trên đồi làm nơi chụp ảnh cưới. Trên đồi còn có Công viên chim Jurong nằm ở sườn phía tây.
Đồi Jurong được bao bọc bởi các con đường Jalan Ahmad Ibrahim, Đường Pioneer, Jalan Buroh và đường Jurong Pier.
Trên đồi còn có một nhà hàng, mặc dù nhà hàng lâu năm Hilltop chuyên các món Nhật và Indonesia đã bị đóng cửa.

## Vườn danh vọng
Những nhân vật nổi tiếng đã trồng cây trong vườn 
- Vương tôn nữ Alexandra, Phu nhân Danh dự Ogilvy của Vương quốc Liên hiệp Anh và Bắc Ireland. Bà đã trồng cây đầu tiên trong khu vườn này vào năm 1969 khi dự lễ kỷ niệm 150 năm thành lập Singapore và lễ Quốc khánh Singapore.
- Pierre Elliott Trudeau - Thủ tướng Canada (ngày 23 tháng 05 năm 1970)
- Soeharto - Tổng thống nước Cộng hòa Indonesia (từ ngày 29 tới ngày 31 tháng 08 năm 1974)
- Ferdinand E. Marcos - Tổng thống nước Cộng hòa Philippines (từ ngày 27 tới ngày 29 tháng 01 năm 1976)
- Mom Rajwongse Kukrit Pramoj - Thủ tướng Vương quốc Thái Lan (từ ngày 24 tới ngày 27 tháng 07 năm 1975)
- Dr Albert Winsemius - Chuyên gia tư vấn kinh tế cho Singapore trong giai đoạn từ năm 1961 tới năm 1984 (ngày 01 tháng 03 năm 1984)
- Philip, Vương tế Anh (ngày 19 tháng 02 năm 1972)
- Nữ vương Elizabeth II của Liên hiệp Anh (từ ngày 18 tới ngày 20 tháng 02 năm 1972)
- Mohammad Reza Pahlavi - Vua của Ba Tư (từ ngày 18 tháng 02 tới 20 tháng 09 năm 1974)
- Fukuda Takeo - Thủ tướng Nhật Bản (từ ngày 14 tới ngày 15 tháng 08 năm 1977)
- Đặng Tiểu Bình - Phó Chủ tịch Ủy ban Trung ương Đảng Cộng sản Trung Quốc, lãnh đạo trên thực tế nước Cộng hòa Nhân dân Trung Hoa (từ ngày 12 tới ngày 14 tháng 11 năm 1978)
- Shri Varahagiri Venkata Giri - Tổng thống Ấn Độ (từ ngày 14 tới ngày 17 tháng 09 năm 1971)
- Gaston Thorn - Thủ tướng Luxembourg (từ ngày 13 tới ngày 14 tháng 06 năm 1978)
- H.E. Major General Ziaur Rahman BU, PSC - Tổng tống Cộng hòa Nhân dân Bangladesh (từ ngày 20 tới ngày 21 tháng 09 năm 1978)
- H.E. Hans Koschnick - Thủ tướng bang Bremen, Cộng hòa Liên bang Đức (ngày 29 tháng 1 năm 1971)
- Spiro Agnew - Phó Tổng thống Hoa Kỳ (ngày 10 tháng 01 năm 1970)
- Rt. Hon. Errol Walton Barrow - Thủ tướng Barbados (ngày 23 tháng 1 năm 1971)
- Lord Mayor Peter Schulz - Chủ tịch Thượng viện Thành phố Hanse tự do Hamburg (ngày 19 tháng 02 năm 1973)
- Sirimavo Bandaranaike - Thủ tướng Tích Lan (ngày 11 tháng 01 năm 1971)
- Rt. Hon. Dr. Kofi Abrefa Busia - Thủ tướng Ghana (ngày 23 tháng 01 năm 1971)
- Vương tử Bertil của Thụy Điển, Công tước xứ Halland (ngày 30 tháng 09 năm 1975)
- Hoàng thái tử Harald của Na Uy (ngày 23 tháng 02 năm 1978)
- Vương tôn Richard, Công tước xứ Gloucester GCVO (ngày 01 tháng 11 năm 1975)
- Rt. Hon. Michael Thomas Somare, CH - Thủ tướng Papua New Guinea (từ ngày 23 tới ngày 29 tháng 07 năm 1978)
- William McMahon - Thủ tướng Úc (ngày 09 tháng 06 năm 1972)
- Vương nữ Margaret, Bá tước phu nhân xứ Snowdon - Anh quốc (từ ngày 17 tới ngày 19 tháng 10 năm 1972)
- H.E. Džemal Bijedić - Chủ tịch Hội đồng Hành pháp Liên bang Nam Tư (ngày 19 tháng 03 năm 1973)